# Leonardo Renan Simões de Lacerda
Leonardo Renan Simões de Lacerda, genannt Léo, (* 30. Januar 1988 in Belo Horizonte) ist ein ehemaliger brasilianischer Fußballspieler.

## Karriere
Léo begann seine Karriere 2007 bei seinem Jugendverein Grêmio FBPA. Am 28. April 2009 hat Léo seinen Vertrag mit Grêmio bis 2012 verlängert. Aber am 18. Dezember des gleichen Jahres wurde er zur SE Palmeiras, im Gegenzug für den Kauf eines anderen Verteidiger, Maurício dos Santos Nascimento, verkauft. Die Ablöse für Léo betrug 6,5 Millionen Real, die für Maurício acht Millionen Real. Bei Palmeiras debütierte er am 16. Januar 2010 beim 5:1-Sieg gegen den Mogi Mirim EC in der Staatsmeisterschaft von São Paulo. Léo erzielte dabei den zweiten Treffer für sein Team.
Mitte 2010 wurde er vom Cruzeiro EC im Austausch für den Verteidiger Leandro Amaro und einer Ablöse von einer Million Real eingestellt. Das erste Pflichtspiel für Cruzeiro bestritt Léo in der Série A am 18. Spieltag der Série A 2010. Am 2. September 2010 gab er im Heimspiel gegen den CR Flamengo sein Debüt. In dem Spiel wurde Léo nach der Halbzeitpause für Caçapa eingewechselt. In derselben Saison gelang Léo auch sein erstes Pflichtspieltor für den Klub. Im Auswärtsspiel gegen den Grêmio Barueri am 30. Oktober 2010, dem 32. Spieltag, erzielte er in der 18. Minute den 0:1-Führungstreffer (Entstand-0:2). Im Juli 2018 wurde Léo für über 300 Spiele für Cruzeiro geehrt. Der Vize-Präsident von Cruzeiro gab im November 2018 bekannt, dass ein Kaufangebot für Léo durch einen mexikanischen Klub über 12 Millionen Real abgelehnt wurde. Stattdessen hat der Spieler seinen bis Ende 2020 laufenden Vertrag bis Ende 2022 verlängert. Im März 2021 wurde sein Vertrag vorzeitig durch Cruzeiro gekündigt. Der Aufhebungsvertrag sah eine Entschädigung über 10,5 Millionen Real, zahlbar in Raten über einen Zeitraum von fünf Jahren vor.
Anfang Februar 2022 gab Chapecoense bekannt, den Spieler verpflichtet zu haben. Mit dem Klub trat Léo in der Staatsmeisterschaft von Santa Catarina (drei Spiele), der  Série B 2022 (26 Spiele, zwei Tore) und im Copa do Brasil 2022 (ein Spiel) an. Nach Abschluss der Série B im November gab der Klub bekannt den Vertrag nicht verlängern. Léo beendete dann seine aktive Laufbahn.

### Nationalmannschaft
Nach guten Leistungen im Verein und in U-23-Nationalmannschaft wurde der Spieler von Nationaltrainer Carlos Dunga für Brasilien-Kader für das Spiel gegen Schweden am 26. März 2008 in die Mannschaft berufen, kam aber nicht zum Einsatz.

## Erfolge
Grêmio
- Staatsmeisterschaft von Rio Grande do Sul: 2007

Cruzeiro
- Staatsmeisterschaft von Minas Gerais: 2011, 2014, 2018, 2019
- Campeonato Brasileiro de Futebol: 2013, 2014
- Troféu Osmar Santos: 2013
- Troféu João Saldanha: 2013
- Copa do Brasil: 2017, 2018

## Auszeichnungen
Grêmio
- Auswahlspieler der Staatsmeisterschaft von Rio Grande do Sul: 2008

Palmeiras
- Torneio Gustavo Lacerda Beltrame: 2010